# Liten nardia
Liten nardia (Nardia geoscyphus) är en levermossart som först beskrevs av De Not., och fick sitt nu gällande namn av Sextus Otto Lindberg. Liten nardia ingår i släktet nardior, och familjen Jungermanniaceae. Arten är reproducerande i Sverige.